# Перелом плато большеберцовой кости
Перелом плато большеберцовой кости — перелом верхнего конца большеберцовой кости (крупной кости голени) с вовлечением коленного сустава. Симптомы включают боль, отек и ограничение подвижности в коленном суставе. Как правило, при таком переломе пациент не может ходить. К осложнениям относят повреждение артерии или нерва, артрит и компартмент-синдром.
Перелом плато большеберцовой кости обычно возникает в результате травмы, полученной, например, при падении с высоты или в дорожно-транспортном происшествии. К факторам риска относят остеопороз и занятия некоторыми видами спорта, в том числе, лыжным. Диагноз обычно предполагают на основании симптомов и подтверждают при помощи рентгенографии и компьютерной томографии. Некоторые переломы не видны на обычных рентгеновских снимках.
Для обезболивания используют НПВС, опиоиды и наложение шины. Если, не считая перелома, человек в целом здоров, лечение обычно хирургическое. Иногда, при отсутствии смещения отломков и повреждения связок коленного сустава, можно обойтись без операции.
Переломы плато большеберцовой кости составляют около 1 % всех случаев переломов. В большинстве своем пострадавшие — мужчины среднего и женщины старшего возраста. В 1920-х годах такие переломы называли «бамперными», связывая их возникновение с наездом автомобиля на пешехода.